# Leiturgia
Leiturgia eller leiturgie (gr. ἡ λειτουργία) kaldtes i det antikke Athen
visse ydelser, som påhvilede de rigeste
borgere og gik på tur imellem dem. Hertil hørte
blandt andet udstyrelsen af koret ved skuespillene (gr. χορηγια, choregia),
foranstaltning af fakkelvæddeløb og
udrustning af krigsskibe. For den rækkefølge, i
hvilken borgerne skulle påtage sig leiturgia, var der
bestemte regler, og fandt nogen at en anden
var mere forpligtet dertil end han, kunne han
rejse klage og eventuelt forlange at den anden
skulle bytte formue med ham.
Se også
- Munera – Euergetisme
- Liturgi